# Les Enfants du limon
Les Enfants du limon est un roman de Raymond Queneau paru chez Gallimard en 1938.
Fruit des recherches sur les fous littéraires entreprises par Queneau à la BnF, Les Enfants du limon résulte de huit années de travail, de juin 1930 à avril 1938. Ce qui finit par être un roman a d'abord été une Encyclopédie des sciences inexactes dont le manuscrit fut refusé par les éditions Gallimard et Denoël en juin 1934,.

## Histoire de la rédaction
« Il s'agira surtout de bibliographie. »

— Raymond Queneau, Les Enfants du limon, l. I, ch. XX.

### Encyclopédie des sciences inexactes: découverte des fous littéraires
Ce premier manuscrit fut publié à titre posthume en 2002 sous le titre d'Aux confins des ténèbres, Les fous littéraires français du XIXe siècle.
Aux confins des ténèbres se structure en quatre parties :
- I. Le Cercle ; qui présente des quadrateurs (auteurs qui prétendent démontrer la quadrature du cercle) ;
- II. Le Monde ; qui s'ouvre sur les travaux de Pierre Roux ;
- III. Le Verbe ; qui se conclut par les travaux de Jean-Pierre Brisset ;
- IV. Le Temps.

Si dans un premier temps Queneau use du qualificatif de fou littéraire pour désigner les auteurs des textes sur lesquels il travaille — s'inscrivant en cela à la suite de Charles Nodier —, ce terme fait l'objet de questionnements qu'il expose dans la préface. Par la suite le terme d'hétéroclite s'imposera,. Les interrogations quant aux critères permettant de caractériser la folie littéraire sont développés dans Comprendre la folie ; elles seront l'objet de discussions entre Chambernac et Purpulan tout au long des Enfants du limon.
Raymond Queneau utilisera ses recherches pour l'élaboration de plusieurs articles :
- « Le symbolisme du soleil » article écrit en 1931, probablement destiné à la Revue française de psychanalyse qui le refusa[9] ; repris dans le tome I des Romans dans La Pléiade ; repris, présenté et annoté par Claude Debon dans Temps mêlés, no 10, décembre 1980 ;
- « Délire typographique », dans Arts et métiers, 1938 ; repris dans Bâtons, chiffres et lettres ;
- « La théologie de Jean-Pierre Brisset », dans Bizarre, no 4, avril 1956, p. 80-85 ; reproduit dans Bizarre, Anthologie 1953-1968 ;
- « Dialectique hégélienne et séries de Fourrier », Deucalion, no 5, octobre 1955, p. 61-75 ; repris dans Bords ;
- « Poésie et mathématiques », dans Le Monde, 18 mai 1967, p. IV.

Les travaux de Queneau sur les fous littéraires s'inscrivent dans la lignée de ceux de Charles Nodier, Octave Delepierre, Gustave Brunet — que citera, Chambernac au chapitre XXI des Enfants du limon —, et seront poursuivis par André Blavier et Marc Décimo.

### Les Enfants du limon
Le titre du roman est emprunté à la fin du dernier vers du poème « Le Christ aux oliviers » de Gérard de Nerval : « — Celui qui donna l'âme aux enfants du limon. » Queneau écrira dans son journal : « Mes fils à moi, ce sont les fous littéraires. »
Dans Les Enfants du limon nous suivons le travail d'Henry de Chambernac, proviseur du lycée de la ville de Mourmèche, et de Purpulan, son secrétaire, dans la rédaction d'une Encyclopédie des sciences inexactes. Chambernac tente de définir les fous littéraires :

« Qu'est-ce qu'un fou littéraire ? Nodier restreignait sa liste “ aux fous bien avérés qui n'ont pas eu le privilège de faire secte ”. Ce dernier point est un excellent critérium ; quiconque a eu des disciples ne saurait être considéré comme fou littéraire : celui-ci doit être resté un inconnu — par définition. Mais comment juger de la folie d'un auteur — hein ? […] Après tout, la vraie folie, c'est celle qu'on enferme ; et justement nos auteurs sont en liberté puisqu'ils publient leurs productions, puisqu'ils les font imprimer. »

— Raymond Queneau, Les Enfants du limon, l. I, ch. XXI.
Comportant de nombreuses citations, le roman est conclu par ce post-scriptum : « Les textes cités par Chambernac dans son Encyclopédie sont naturellement authentiques. »
La reconnaissance de la valeur de ce roman arrivera avec l'article de Jean-Hugues Sainmont « Les Enfants du limon et le mystère de la rédemption : essai de pataphysique théologique », « article [qui] fit école et [dont l]es conclusions furent adoptées par toute la critique ultérieure ». Par la suite de nombreux critiques rapprocheront l'encyclopédisme de ce roman des œuvres Là-bas de Joris-Karl Huysmans, Bouvard et Pécuchet de Gustave Flaubert ou du Faust, de Goethe.

#### Autour des personnages
- « Chambernac, pauvrisseur[20] » est un saint du Calendrier ’Pataphysique célébré le 18 as, soit le 20 novembre vulgaire, jour de la fête des Edmond, prénom du frère du proviseur dans le roman[14].
- Purpulan raconte au chapitre XII qu'il a été éduqué par Bébé Toutou[21], personnage qui apparaissait dans le roman Le Chiendent. Les chapitres XIII et XV constituent un poème rédigé par Purpulan qui décrit ce personnage (voir aussi ch. CXXVI). « Bébé Toutou, évangéliste » est aussi un saint du Calendrier ’Pataphysique célébré le 7 gidouille (21 juin vulgaire)[21].
- Jules-Jules Limon, dont une notice biographique apparait au chapitre XVII, est présenté comme « Administrateur général […] de la S.A.Q.A.A.T.J.E. » ; André Blavier remarquera que ce sigle est formé par la première lettre de chacun des huit livres du roman[22],[23].

## Autour du roman
- Ses années de recherche inspireront à Raymond Queneau les poèmes « Les Hétéroclites » et « Encore les hétéroclites », parus dans le recueil Fendre les flots en 1969.
- Le numéro IV de Bizarre, paru en avril 1956, a pour thème « Les hétéroclites et les fous littéraires » et se présente comme « le premier volume des Études Chambernaciennes dont l'absence d'absence se faisait cruellement ressentir »[24].
- Si le projet d'Encyclopédie des sciences inexactes fut contrarié par les refus des éditeurs, Queneau dirigera plus tard la publication des trois tomes de l'Encyclopédie de la Pléiade : Histoires des littératures. Il reviendra sur la première tentative encyclopédique dans un article intitulé « Comment on devient encyclopédiste »[25].

« Comme ça ne lui coûtait rien, il ajouta :
“ Il n'y a pas assez de fous dans le monde. ” »

— Raymond Queneau, Les Enfants du limon, l. I, ch. XX.

## Traductions
- (es) Los hijos del viejo Limon (trad. Emma P. de Zappetini), Buenos Aires, Editorial Losada, 1970, 282 p. (BNF 46961629)
- (de) Die Kinder des alten Limon (trad. Eugen Helmlé), Frankfurt am Main, Zweitausendeins, 1988, 392 p. (BNF 46961545)
- (it) Figli del Limo (trad. Bruno Pedretti), Torino, Einaudi, 1997, 343 p. (ISBN 9788806123796)
- (en) Children of Clay (trad. Madeleine Velguth), Los Angeles, Sun & Moon Press, 1998, 434 p. (ISBN 9781557132727)